# Miroslav Stoniš
Miroslav Stoniš (* 18. června 1938 Ostrava-Vítkovice) je český prozaik, básník, dramatik a scenárista.

## Život
Pochází z dělnické rodiny, maturoval na jedenáctileté střední škole v Ostravě–Přívoze v roce 1956. Vzdělání uzavřel studiem dramaturgie na FAMU v letech 1956–1960.
Po studiích byl zaměstnán v Ostravě, nejprve jako dramaturg Domu kultury pracujících Ostravy, poté se stal redaktorem časopisu Červený květ. V letech 1970–71 byl zastupujícím tajemníkem pobočky Svazu československých spisovatelů v Ostravě. Za normalizace pracoval v dělnických profesích, v letech 1990–1991 v ostravské televizi. Od roku 1991 se věnuje psaní.

### Rodinný život
Syn Marek Stoniš (* 1967) je novinář, Michael Stoniš (* 1963) je výtvarník.

### Rozhlasové hry
- 1993 – A já jsem Daidalos, dramaturgie Marie Říhová, režie Petr Adler, hrají: Ladislav Frej, Lukáš Hlavica, Josef Patočka, Ladislav Mrkvička, Zora Jandová, Jana Drbohlavová a Jiří Zahajský.[3]
- 1995 – Poslední běh o život, dramaturgie Marie Říhová, stereoscénář Milan Křivohlavý, režie: Ivan Chrz, hrají Jan Novotný, Ivan Řezáč, Petr Kostka, Helena Friedrichová, Svatopluk Matyáš, Ilja Racek, Karel Pospíšil, Michal Alexandridis, Petr Nárožný, Ondřej Kepka ad.

### Ocenění
V roce 2003 získal za svou knihu Paterek a pastýřka laní Literární cenu Knižního klubu.